# 谷川號列車
谷川號列車（日语： Tanigawa */?，或「溪」號）是上越新幹線來往東京站、高崎站及越後湯澤站之間運行的特快列車。列車得名于谷川山，又寫做「溪」或，在日語中是溪流的意思。

## 概要
1997年（平成9年）10月1日，上越新幹線的列車運行系統進行重組，與東京站至新潟站之間的「朝日」（2002年改称「朱鷺」，以免與於長野新幹線上之「淺間」混淆）相對，是東京站至高崎站及越後湯澤站之間的区間列車的列車名。以前是高崎線・上越線中上野站至水上站之間運行的在来線特急愛称。

## 運行概況
單獨運行的定期列車被設定為各站停車。另外，東京至高崎及越後湯澤間與「Max朱鷺」連結行走的「Max谷川」是有通過站的。也存在臨時谷川號，由Gala湯澤站開出，終點站為上野站・大宮站・越後湯澤站。本庄早稻田站開業後，定期列車一部份通過它。Gala湯澤支線是上越線分支，只需繳交特急費用100日圓。此外、「Max朱鷺」311号併結「Max谷川」311号、「Max朱鷺」338号併結「Max谷川」338号（東京站 - Gala湯澤站間運行的臨時列車）。高崎站開出及以此站終結的谷川號，距離較短，因主要以通勤、通學列車為主，多在繁忙時段運行。

## 歷史
- 2004年8月16日起，繁忙時間日開行由新潟站→上野站的東京站間之臨時「Max谷川」列車。這些列車與新潟站十多分鐘後發車的「Max朱鷺號」在高崎站進行重聯。
- 2007年3月18日：全車禁煙。

| 1  | 2  | 3  | 4  | 5  | 6  | 7  | 8  | 9 | 10 |
| 自 | 自 | 自 | 自 | 自 | 自 | 自 | 指 | G | 指 |
|    |    |    |    |    |    |    |    |   |    |

| 1  | 2  | 3  | 4  | 5  | 6  | 7  | 8  | 9  | 10 | 11 | 12 |
| 自 | 自 | 自 | 自 | 自 | 指 | 指 | 指 | 指 | 指 | G  | GC |
|    |    |    |    |    |    |    |    |    |    |    |    |